# Clémency (Ardennes)
Clémency is een plaats in het Franse departement Ardennes in de gemeente Matton-et-Clémency.